# Eumorpha capronnieri
Eumorpha capronnieri är en fjärilsart som beskrevs av Jean Baptiste Boisduval 1875. Eumorpha capronnieri ingår i släktet Eumorpha och familjen svärmare. Inga underarter finns listade i Catalogue of Life.

## Bildgalleri

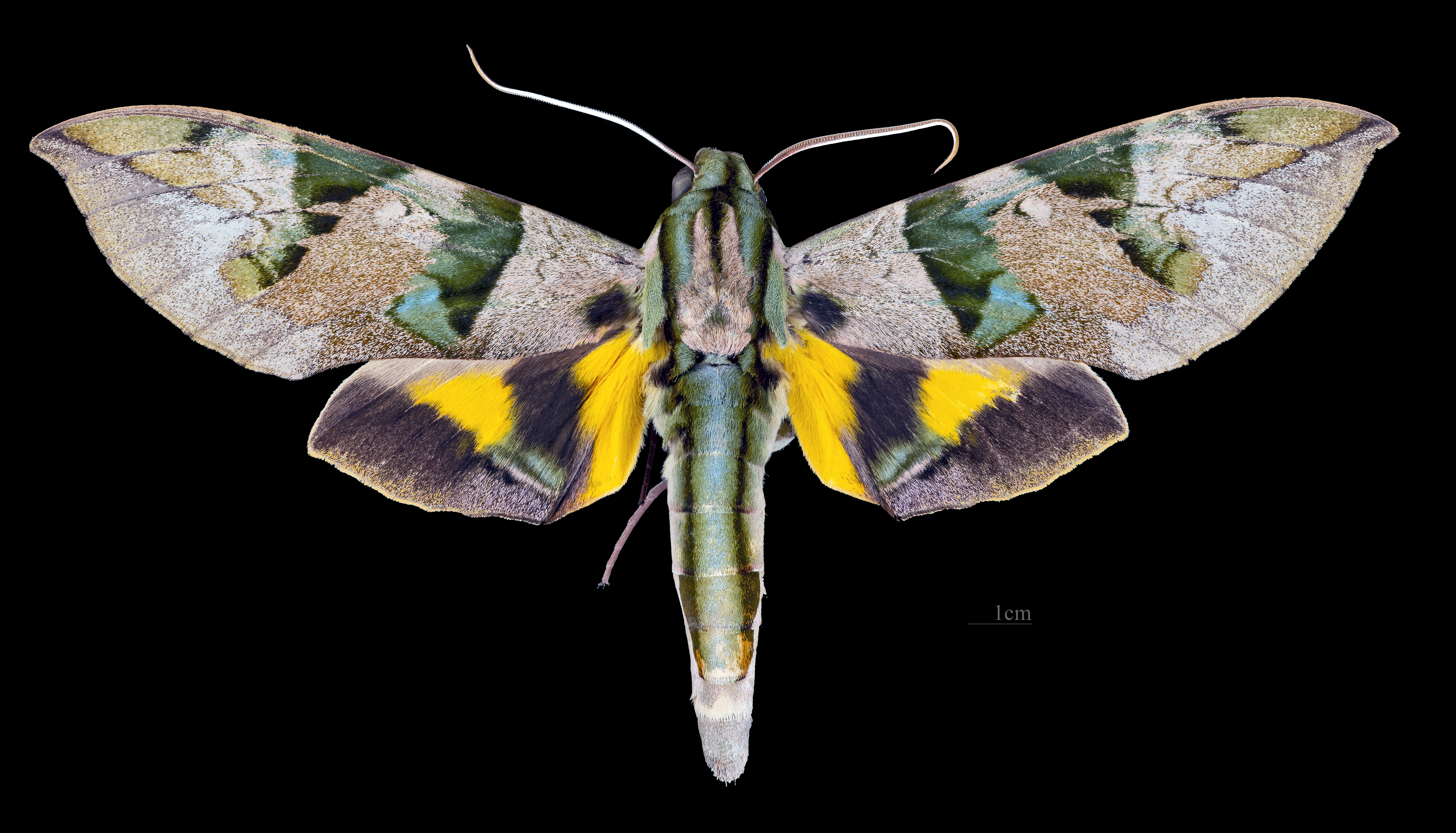
♂
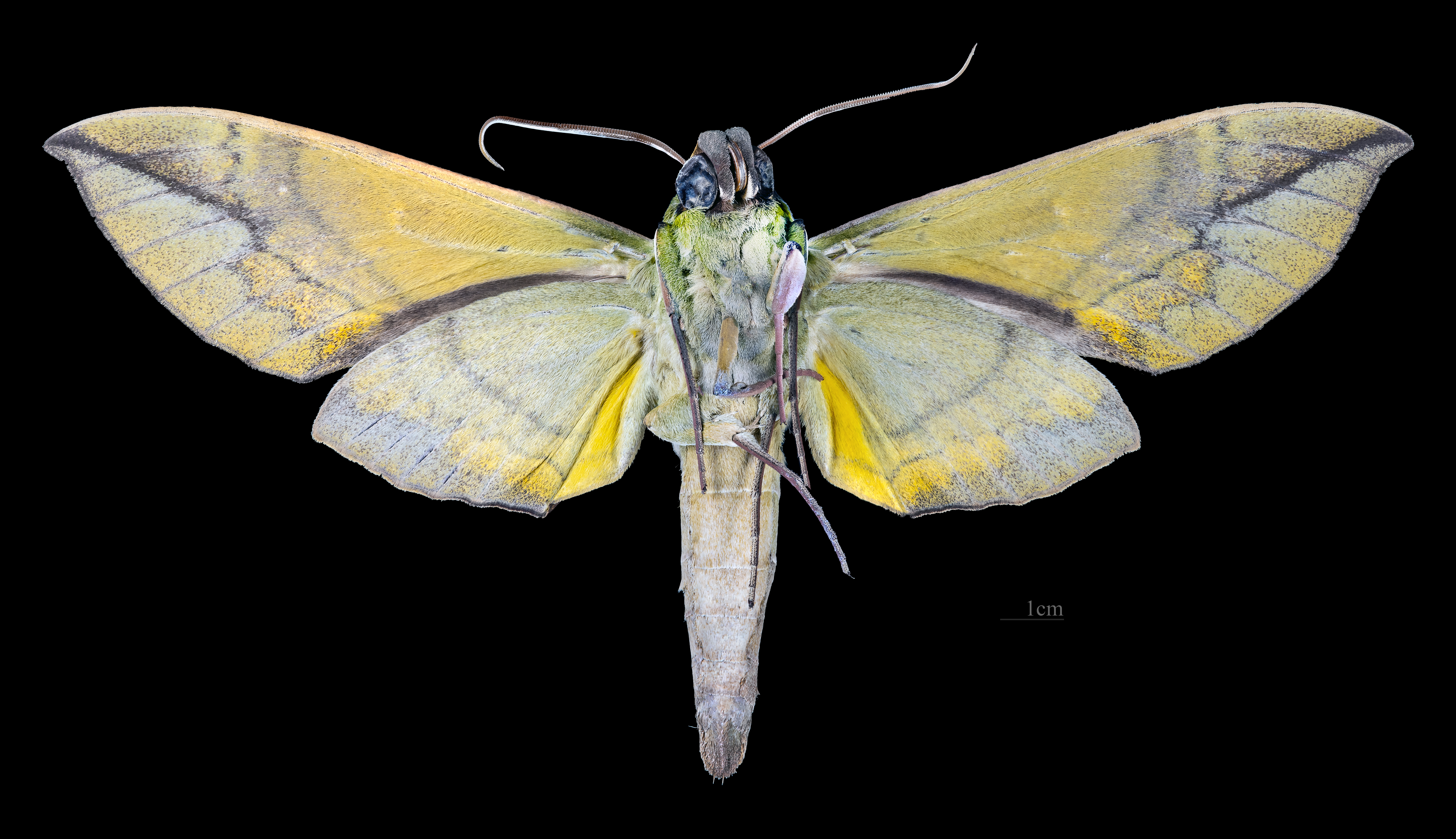
♂ △
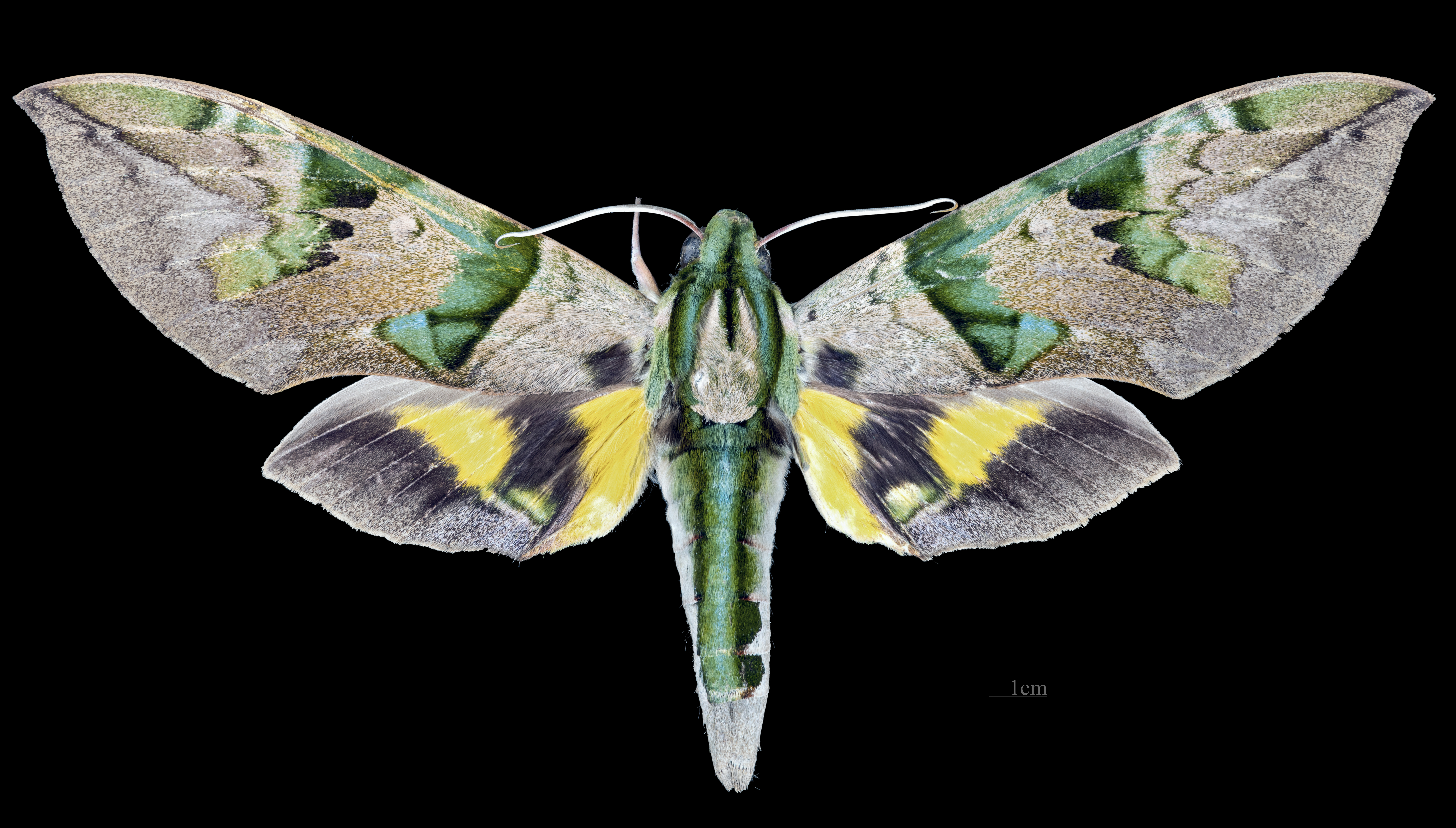
♀
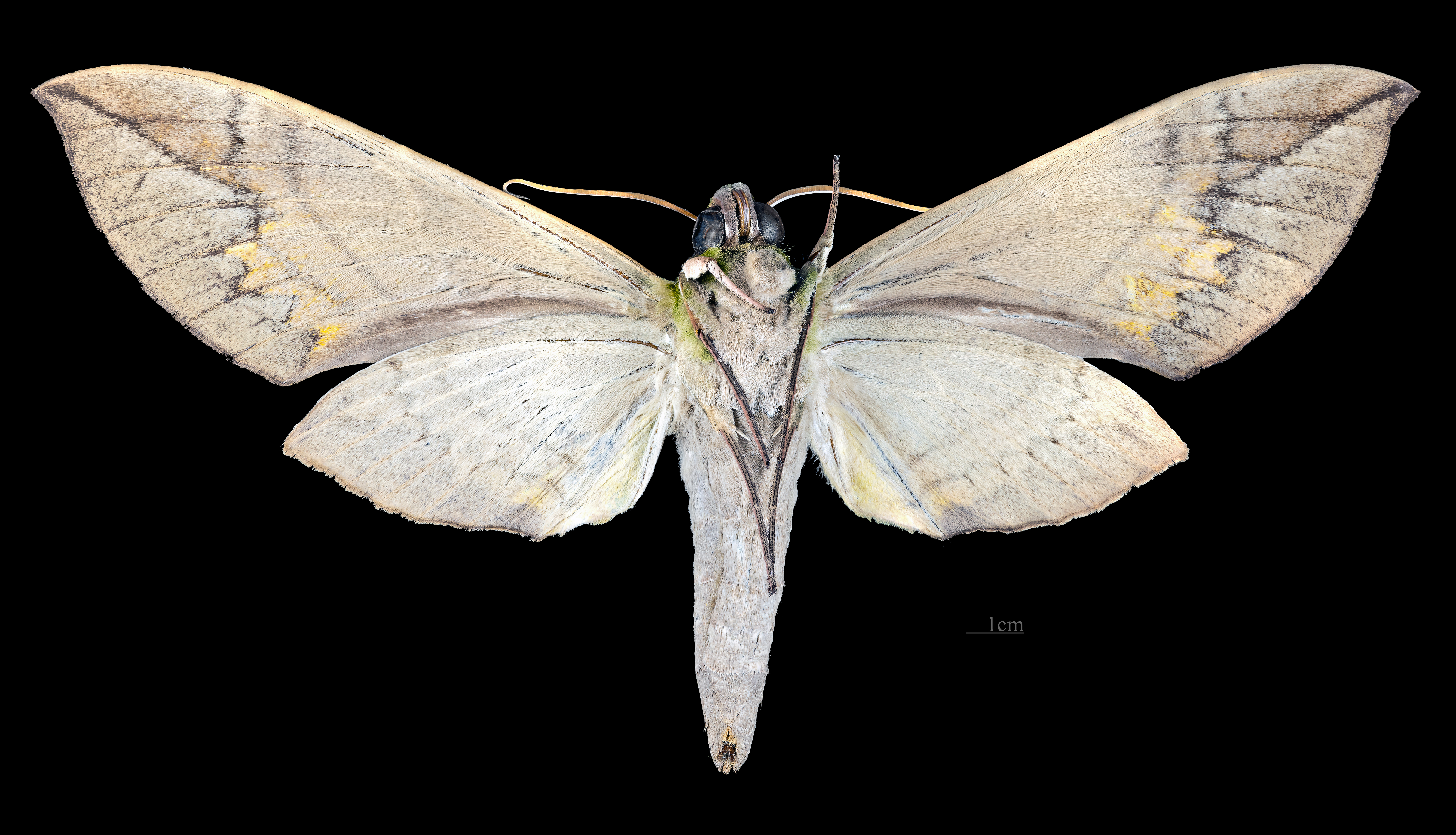
♀ △